# Kaschny (Geschlecht)
Kaschny ist der eingedeutschte Name eines Geschlechts, das aus dem Council Area Aberdeenshire in Schottland stammt. Ehemalige Schreibweisen des Namens waren z. B. Cashny, Cushny oder Cuschny.
Die Aussprache des Namens hat sich durch die Einwanderung in den deutschsprachigen Raum nur unwesentlich verändert. Die Vornamen der Einwanderer wurden in der Regel nur wenig modifiziert. Zu der Familie Lumsden, welche die Region Cushnie 1471 erwarb und sich ab ca. 1580 auch „Lumsden of Cuschny“ nannte, bestehen keine verwandtschaftlichen Beziehungen. Zu Gordon of Cushny sind keine verwandtschaftlichen Beziehungen bekannt.

## Bedeutung des Namens
Der Familienname Kaschny bzw. Cashny bezieht sich auf die Region Cushnie (alte Schreibweisen waren u. a. Cashney oder Cuschny) und auf Flurbezeichnungen in Aberdeenshire. Das „u“ von Cushnie wurde mundartlich als kurzes „a“ gesprochen. Die Schreibweise der Region Cushnie (heutige Schreibweise) variierte über die Jahrhunderte. Sie reichte von Cashney über Cusseny, Cuischnie, Cushney bis zum heutigen Cushnie.
Auch die Schreibweise des Familiennamens Kaschny bzw. Cuschny usw. hat sich über die Jahrhunderte verändert. Typische Varianten, die sich nicht nur bezüglich der Aussprache, sondern auch vom Schriftbild sehr ähneln sind Cashny (Schottland) und Caschny (Königreich Preußen).
Bei Cushnie – und seinen unterschiedlichen Schreibweisen – handelt es sich um ein Kofferwort. Die erste Silbe des Namens bezieht sich – gemäß gängiger Erklärungen – auf keltische bzw. gälische Begriffe. Hierbei dominieren drei Varianten:

Die bekannteste Deutung ist, dass Cuschnie vom gälischen Wort „cuisne“ für „Frost“ abgeleitet wurde. Die Bedeutung von Cuschnie wird daher auch mit „frosty place“ übersetzt. Diese Erklärung wird durch den Umstand gestützt, dass Cuschnie zu den Gegenden in Aberdeenshire gehören, die am höchsten liegen. Dies kommt in der folgenden Redensart zum Ausdruck:
„Cushnie for cauld, Culblene for heat, Clashaureach for heather.”
Eine weitere Deutung ist „Corner or angle of the country“ vom gälischen Ch'oisinn, or Ch'oisne. Die dritte onomastische Erklärung ist die schottische Form von „Foot o´ Hill“.
Das Suffix „ny“ bzw. „ney“ war ursprünglich eine Endung für Inselnamen (z. B. Orkney, Gruney oder Norderney). Ortsnamen mit der Endung „ny“ kennzeichnen Marschland, das entwässert wurde. Weitere Beispiele von Ortschaften in Aberdeenshire, die auf die Nachsilbe „ny“, „nie“ oder „ney“ enden und nach wie vor von Entwässerungskanälen durchzogen sind, sind Aucharnie, Cairnie, Cluny, Inverkeithny, Rhynie oder Udny.  Der Bezug zu Inseln ist darauf zurückzuführen, dass zwischen den Entwässerungskanälen trockene „Inseln“ entstanden. Der Ort Milton of Cuschnie weist auch heute noch zahlreiche Entwässerungskanäle bzw. „Burns“ und die sich hieraus ergebenden „Inseln“ auf.

## Verbreitung des Namens auf dem europäischen Festland
Die Auswanderung von Mitgliedern der Familie Cuschny in den deutschsprachigen Raum erfolgte ungefähr um das Jahr 1555. Schottland war über Jahrhunderte ein traditionelles Auswanderungsland. Migration von Schottland nach Deutschland war – insbesondere im 16. und 17. Jahrhundert – nichts Ungewöhnliches. Typische Routen, die dabei eingeschlagen wurden, waren feste Fährverbindungen zwischen Schottland (z. B. Dundee) nach Deutschland (z. B. Danzig oder Königsberg). Alternativ wurden auch die Fährdienste dänischer oder deutscher Ostsee-Fischer oder die Handelsschiffe zwischen Schottland und Preußen genutzt.
Die frühesten Erwähnungen in Matriken von Pfarreien auf dem europäischen Festland finden sich im baden-württembergischen und bayerischen Teil von Schwaben. Die erste bekannte Geburtseintragung datiert aus dem Jahre 1561.
In Quellen aus dem 16. Jahrhundert konnte der Name Kaschny und seine unterschiedlichen Ausformungen außerhalb von Großbritannien bisher nur im deutschsprachigen Raum gefunden werden. So weist die Steuerrolle Berni Rula aus dem Jahre 1654 keinen Einwohner in Böhmen auf, der Kašný heißt oder einen vergleichbaren Namen trägt. In Polen ist der Name Kaschny – bzw. angepasst an die polnische Schreibweise: „Kaszny“ – erst auf Grund der sogenannten Westwanderung Polens nach 1945 in vormals deutschen Regionen zu finden. In den allermeisten anderen osteuropäischen Ländern wie Ungarn, Slowakei, Russland etc. spielt der betreffende Name auch in späteren Jahrhunderten keine Rolle.

## Überregional bekannte Namensträger
Adolf Kaschny
war ein deutscher Politiker. Von 1926 bis 1933 war Adolf Kaschny Preußischer Staatsrat. Von 1950 bis zu seinem Tode durch einen Verkehrsunfall (1951) war er Mitglied des nordrhein-westfälischen Landtages.
Adolf Kaschny zählte – über Hans Lukaschek und Jakob Kaiser – zum erweiterten Kreis der Widerstandskämpfer um Graf Staufenberg. Für die Zeit nach dem Putsch vom 20. Juli 1944 war Adolf Kaschny als politischer Unterbeauftragter für Oberschlesien im Wehrkreis VIII (Breslau) vorgesehen.
Achim Kaschny
ist Ministerialdirigent im Ministerium für Umwelt, Landwirtschaft, Natur- und Verbraucherschutz des Landes Nordrhein-Westfalen. Zudem ist Kaschny Präsident der Alten Kölner Karnevalsgesellschaft „Schnüsse Tring“ 1901 e. V.